# Distrikt Combapata
Der Distrikt Combapata liegt in der Provinz Canchis der Region Cusco in Südzentral-Peru. Der Distrikt wurde am 22. November 1912 gegründet. Er besitzt eine Fläche von 173 km². Beim Zensus 2017 lebten 5060 Einwohner im Distrikt. Im Jahr 1993 lag die Einwohnerzahl bei 5126, im Jahr 2007 bei 5162. Die Distriktverwaltung befindet sich in der 3475 m hoch gelegenen Kleinstadt Combapata mit 2261 Einwohnern (Stand 2017). Combapata liegt 29 km nordwestlich der Provinzhauptstadt Sicuani. Die Straße von Puno nach Cusco führt entlang dem Río Vilcanota.

## Geographische Lage
Der Distrikt Combapata befindet sich im Andenhochland im zentralen Westen der Provinz Canchis. Der Distrikt liegt am Ostufer des Río Vilcanota (Oberlauf des Río Urubamba). Dessen rechter Nebenfluss Río Salcca durchquert den Distrikt in westlicher Richtung. An dessen Südufer bei dem Ort Chiara Chaupi befindet sich der Vulkan Oroscocha. Dieser hatte vor 6.400 Jahren seinen letzten Ausbruch. Über den Vulkan erstrecken sich Lavafelder. Weiter südlich im benachbarten Distrikt befindet sich ein weiterer Vulkan, der Quimsachata.
Der Distrikt Combapata grenzt im äußersten Südwesten an den Distrikt Pampamarca (Provinz Canas), im Westen an den Distrikt Mosoc Llacta (Provinz Acomayo), im Norden an den Distrikt Checacupe, im Osten und im Südosten an den Distrikt San Pablo sowie im Süden an die Distrikte San Pedro und Tinta.

## Ortschaften
Im Distrikt gibt es neben dem Hauptort folgende größere Ortschaften:
- Chiara Ccollpa
- Chiara Chichiranca (264 Einwohner)
- Cokatuna
- Cullcuire (388 Einwohner)
- Huantura Calle (234 Einwohner)
- Huatoccani
- Jayubamba
- Jucuire
- Paropata